# Vida de la Virgen

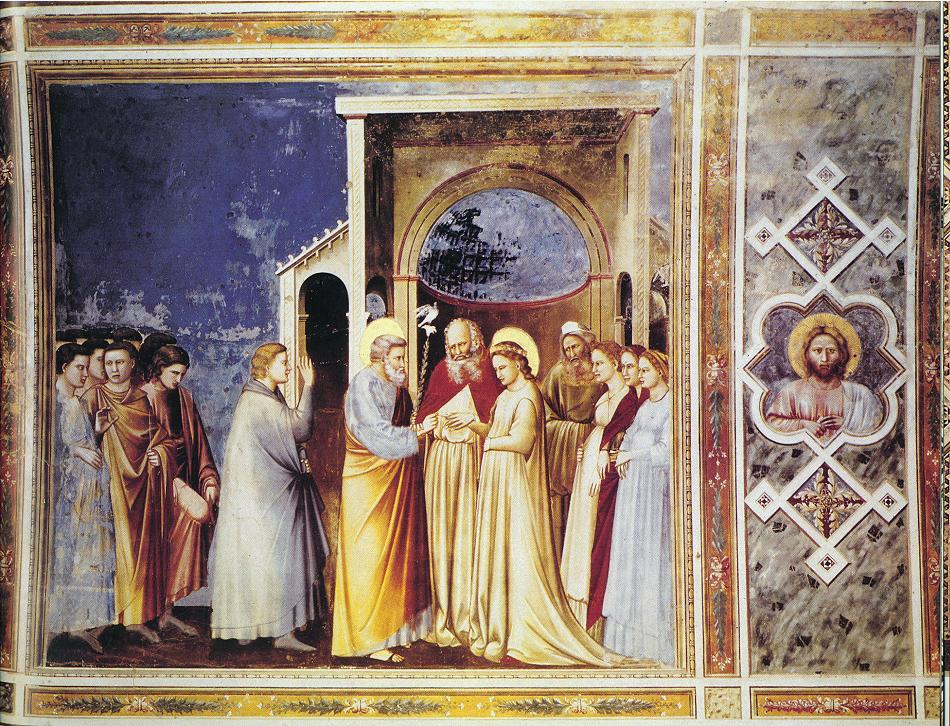
Los Desposorios de la Virgen, de Giotto (Capilla de los Scrovegni).

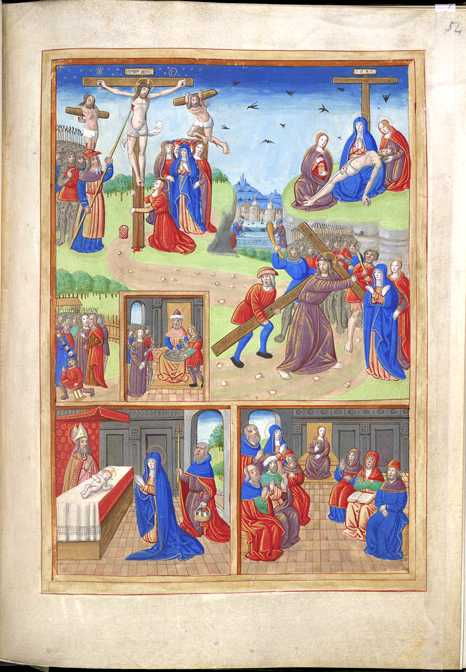
Escenas de la Vida de Cristo en un libro de horas del.

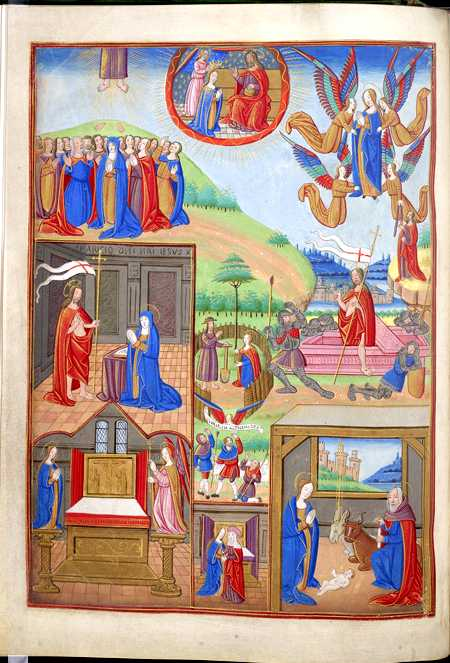
Escenas de la Vida de la Virgen en el mismo libro de horas.

Vida de la Virgen o Ciclo mariano son denominaciones convencionales de un conjunto de temas del arte cristiano en el que, en forma de serie, se desarrolla la vida de la Virgen María, con base en el relato evangélico (tanto de los canónicos como de los apócrifos). Es habitual que se desarrolle como un ciclo, bien por sí mismo o bien complementando el ciclo de la vida de Cristo. En ambos casos el número de las escenas representadas varía en función de distintos criterios, entre los que también se tiene en cuenta el espacio disponible. Se trata tanto en escultura como en pintura, así como en muy distintas técnicas y materiales.

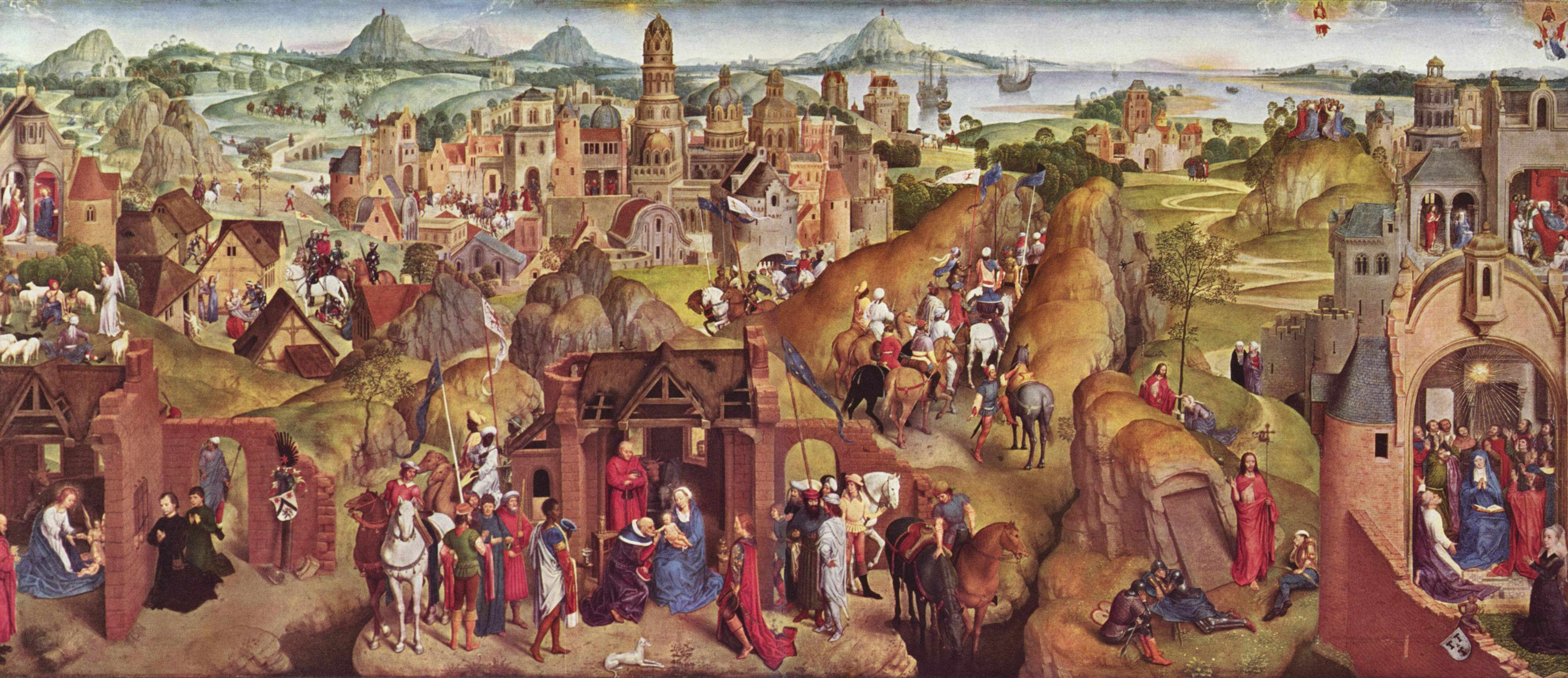
Los siete gozos de la Virgen, de Hans Memling (1480). En realidad es un título tardío para un ciclo representado en un solo panel. De las 25 escenas no todas involucran a la Virgen.

## Escenas
El ciclo comienza con la Virgen niña (Presentación en el Templo -más raramente Educación de la Virgen-), sigue con la Anunciación, los Desposorios de la Virgen y la Visitación; y continua con el ciclo de la Natividad. Aunque es relativamente frecuente que el ciclo incluya las Bodas de Caná y escenas de la Pasión de Cristo en las que tiene presencia la Virgen (Crucifixión, Descendimiento, Santo Entierro, Tres Marías); lo más habitual es que se obvien las escenas posteriores a la infancia de Cristo (que termina con el Niño perdido y hallado en el Templo) y se culmine con la Muerte de la Virgen (o "Tránsito") y la Asunción o la Coronación.
Entre los más importantes ejemplos está la Capilla Tornabuoni de Domenico Ghirlandaio y su taller (1485-1490), la Capilla Scrovegni de Giotto (ca. 1305), y la Maestà de Duccio (1308). El gran ciclo de mosaicos de arte bizantino tardío de la iglesia de Chora (comienzos del siglo XIV) muestra algunas diferencias con el arte occidental: los "primeros siete pasos de la Virgen" se celebran con una fiesta ortodoxa, pero las 16 escenas anteriores a la Visitación son similares a las 15 del ciclo de Giotto, casi contemporáneo. Cuando el ciclo de Chora resume, se hace parte de la vida de Cristo, comenzando con la Encarnación, como hace Giotto y otros ejemplos occidentales. El ciclo de Giotto se completa con 26 escenas, pero en otros ejemplos, como en algunos pequeños marfiles, solo se representan dos; en tales casos se suelen seleccionar la Anunciación y el Nacimiento (o la Coronación).
La Capilla Tornabuoni tiene nueve escenas; en este caso, como en otros, se introducen escenas del ciclo complementario de la vida de San Juan Bautista. La Capilla Scrovegni introduce más escenas de la vida de Cristo. Durero realizó un influyente y popular serie de 19 grabados (ca 1500-1504).
El número total de escenas es potencialmente muy alto en el Gótico temprano; Lafontaine-Dosogne, una autoridad en la materia, lista un total de 53 escenas anteriores a la Anunciación solo en el arte occidental, aunque solo un único ejemplo (un manuscrito iluminado alemán del siglo XIII) las contiene todas, y es posible que solo unos pocos más puedan haber existido. Diecisiete de esas escenas preceden al Nacimiento de la Virgen. Las escenas apócrifas se fueron haciendo cada vez menos frecuentes hacia finales de la Edad Media.
Ciertos hechos de la Vida de la Virgen se celebran con festividades litúrgicas, y otras no; ese hecho hace que éstas sean mucho más representadas. Otras prácticas devocionales marianas afectan a la longitud y composición de los ciclos; los libros de horas suelen tener ocho escenas, para ilustrar las ocho secciones del texto de las Horas de la Virgen. Los Siete Dolores, los Siete Gozos y los quince misterios del Rosario también influyen en la selección de las escenas, por ejemplo en las ilustraciones estandarizadas del Speculum Humanae Salvationis. Cuestiones teológicas y mariológicas también influyeron en las selecciones, especialmente en el caso del Tránsito, que gradualmente fue sustituido en occidente por la Asunción.

## Tabla de escenas
Se listan aquí las escenas que son conmemoradas con una festividad litúrgica en la iglesia occidental, y se tipifican iconográficamente con los casos de la Capilla Scrovegni de Giotto, un libro de horas típico, las Horas de Catalina de Cleves, el ciclo del "Maestro de la Vida de la Virgen" conservado en el Museo del Louvre, la Capilla Tornabuoni de Ghirlandaio, y los ciclos de grabados de Israhel van Meckenem y Alberto Durero.
| Escena                                            | Festividad |  | Giotto    | Libro de Horas      | Cat. de Cleves | Louvre        | Ghirlandaio | Van Meckenem | Durero          |
| ------------------------------------------------- | ---------- |  | --------- | ------------------- | -------------- | ------------- | ----------- | ------------ | --------------- |
| Expulsión de/Anunciación a Joaquín                |            |  | Ambos     |                     | An.            | An.           | Exp.        | Exp.         | Ambos           |
| Joaquín y Ana se encuentran ante la Puerta Dorada | Sí         |  | Sí        |                     | Sí             |               |             |              | Sí              |
| Nacimiento de la Virgen                           | Sí         |  | Sí        |                     | Sí             | Sí            | Sí          | Sí           | Sí              |
| Presentación de María                             | Sí         |  | Sí        |                     | Sí             | Dos           |             | Sí           | Sí              |
| Desposorios de la Virgen                          |            |  | Sí        |                     | Sí             | Sí            | Sí          | Sí           | Sí              |
| Anunciación                                       | Sí         |  | Sí        | Sí                  | Sí             | Desaparecido? | Sí          | Sí           | Sí              |
| Visitación                                        | Sí         |  | Sí        | Sí                  | Sí             | Si            |             |              | Sí              |
| Nacimiento de Cristo                              | Sí         |  | Combinado | Sí                  | Combinado      | Sí            |             | Combinado    | Combinado       |
| Anunciación a los pastores                        | Sí         |  | Combinado | Sí                  | Combinado      |               |             | Combinado    | Combinado       |
| Adoración de los Magos                            | Sí         |  | Sí        | Sí                  |                |               | Sí          | Sí           | Sí              |
| Circuncisión de Cristo                            | Sí         |  |           |                     |                | Sí            |             |              | Sí              |
| Presentación de Jesús en el Templo                | Sí         |  | Sí        | Sí                  |                | Sí            | Sí          | Sí           | Sí              |
| Huida a Egipto                                    |            |  | Sí        | Sí, y/o alternativo | Sí             | Sí            |             |              | Sí, másDescanso |
| Matanza de los Inocentes                          | Sí         |  | Sí        | Sí, y/o alternativo |                |               | Sí          | Sí           |                 |
| Jesús ante los Doctores                           |            |  | Sí        |                     |                | Sí            |             | Sí           | Sí              |
| Cristo despidiéndose de su Madre                  |            |  |           |                     |                |               |             |              | Sí              |
| Crucifixión de Jesús                              | Sí         |  | Sí        |                     |                |               |             |              |                 |
| Ascensión de Jesús                                | Sí         |  | Sí        |                     |                |               |             |              |                 |
| Pentecostés                                       | Sí         |  | Sí        |                     |                |               |             |              |                 |
| Muerte de la Virgen                               | Sí         |  |           |                     | Sí             |               | Combinado   |              | Sí              |
| Asunción                                          | Sí         |  |           |                     | Sí             |               | Combinado   |              | Sí              |
| Coronación de la Virgen                           |            |  |           | Sí                  |                |               | Sí          | Sí           |                 |
| Otros                                             |            |  | Muchos    |                     | 4              | 1             |             |              | 1               |
| Total                                             | 16         |  |           | 8                   | 15             | 12            | 9           | 11           | 19              |

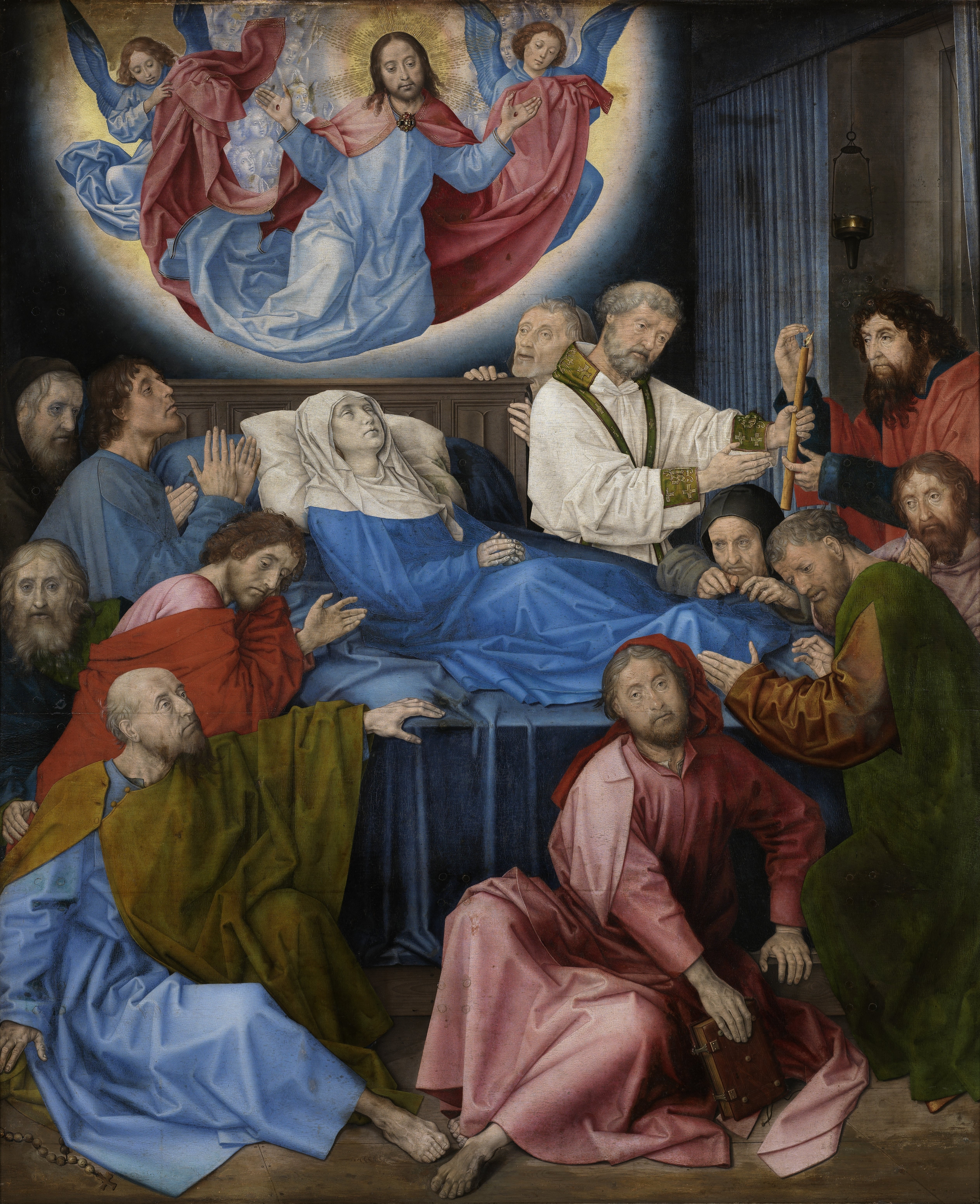
Muerte de la Virgen, Hugo van der Goes, ca. 1480.

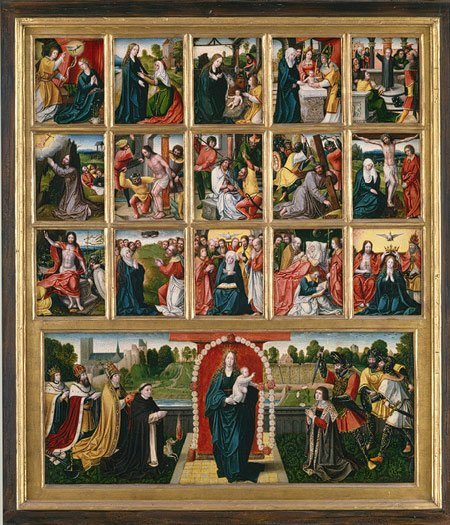
Los quince misterios del Rosario y la Virgen del Rosario.

Ciertamente, la Anunciación y la Natividad son las únicas escenas indispensables; el ciclo del Louvre probablemente proviene de un retablo con una Anunciación como panen central, hoy desaparecido. La escena seleccionada para la Natividad puede ser el Nacimiento, la Adoración de los pastores, la Adoración de los Magos o una combinación de las tres en la misma escena. Aunque las ocho escenas del libro de horas fueron una elección estándar, que siguen los dos ejemplos descritos por Robert Calkins, es notorio que el ciclo mucho mayor que se desarrolla en las Horas de Catalina de Cleves solo coincide con ese esquema estándar en tres escenas. Ghirlandaio, que tiene un gran espacio rectangular para cubrir, evita escenas con pocos participantes y que no permitan un despliegue de ropajes (excepto en el caso de la Anunciación). Cristo despidiéndose de su Madre es un tema que aparece en el siglo XIV, y cuya popularidad solo se mantiene en el siglo siguiente.

## Historia
La representación de escenas de la vida de la Virgen comienza con el arte paleocristiano; en Dura Europos aparece una escena fechable hacia 250, interpretada como una procesión de vírgenes que acompañan a María al Templo. Los primeros ciclos tienden a incluir más escenas correspondientes a los Evangelios apócrifos, como la historia de los padres de la Virgen antes del nacimiento de esta. La influencia de estas escenas no desaparece completamente, en parte a causa de los Evangelios canónicos no proporcionan muchos detalles de la vida de María antes del nacimiento de Jesús. En el arte occidental la fuente más usada es el Pseudo-Mateo; mientras que en Oriente, con ligeras variantes, se prefiere el Protoevangelio de Santiago.

Los ciclos de la Vida de la Virgen son menos frecuentes en Occidente que en Oriente hasta el periodo gótico. El ciclo de la Natividad en el tímpano del pórtico derecho de la Catedral de Chartres es el ejemplo más temprano en occidente de un ciclo monumental, que aparece bajo una gran Virgen con el Niño entronizada. Tales ciclos se disponían en lugares preeminentes, pero con el tiempo fueron cediéndolos a las escenas de la Pasión. La evolución durante el siglo XIII de los modelos de libros de horas dieron otro lugar y formato para representar estos ciclos, así como los cada vez más sofisticados retablos, que solían usar este tema para la capilla central de las girolas (Lady Chapel), o al menos un altar lateral, presente en todas las iglesias importantes.
Con la llegada de los grabados de los viejos maestros se divulgaron mucho las series de Vidas de Cristo y de la Virgen, figurando entre los proyectos más ambiciosos de los grabadores. La Muerte de la Virgen de Martin Schongauer fue una de sus obras más influyentes, que fue imitada por muchos artistas dentro y fuera de Alemania. Schongauer aparentemente la concibió como parte de una serie mucho más grande, pero solo llegó a producir cuatro escenas entre 1470-1475. Israhel van Meckenem realizó una serie de 12 escenas (ca. 1490-1500). La serie de Francesco Rosselli, que seguía los temas de los misterios del Rosario también estuvo entre las más importantes del siglo XV. Durero eclipsó a los maestros anteriores con el ciclo que emprendió a comienzos del siglo XVI, donde sigue el modelo compositivo de Schongauer para la Muerte de la Virgen (1510).
Con el declive de los manuscritos iluminados y el éxito de los grandes formatos y las piezas de altar de una sola escena, los ciclos perdieron importancia, excepto en las series de grabados. Aun así, no desaparecieron. Hacia 1688 Luca Giordano realizó un ciclo de 16 escenas de buen tamaño, que en el siglo XVIII decoraba el dormitorio de la reina de España en el Palacio Real de Madrid, y muchos otros ciclos se encargaban para catedrales y otros grandes edificios. Tras los decretos sobre arte del Concilio de Trento (1563), muchas de las escenas apócrifas, así como introducciones medievales tardías (como el Desmayo de la Virgen), comenzaron a ser vistas con sospecha, y atacadas por autores como Molanus y el cardenal Federigo Borromeo.

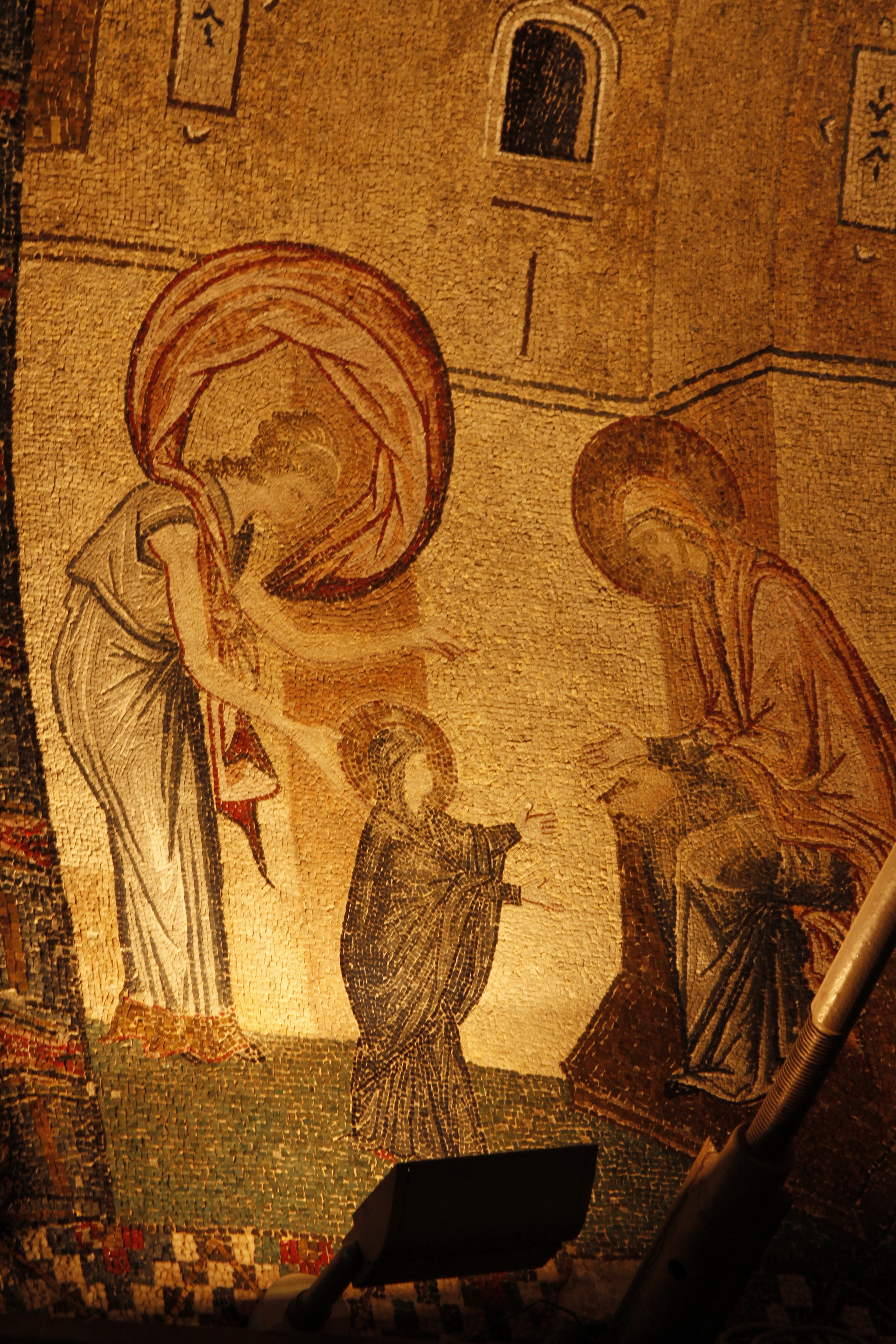
Los primeros pasos de la Virgen, un tema bizantino muy común, raramente representado en occidente. Mosaicos de Cora, 1315-21.
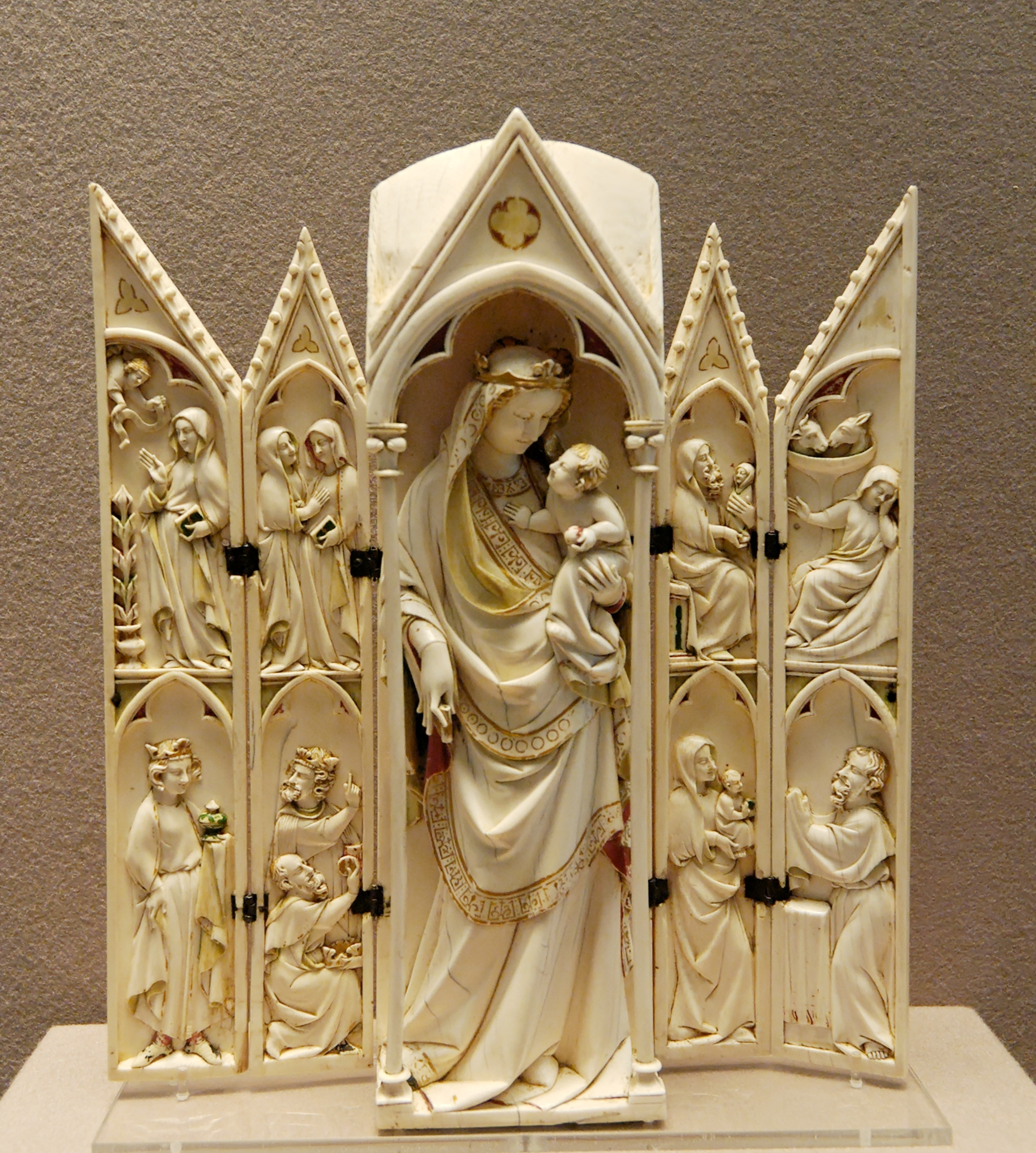
Tríptico francés del siglo XIV en marfil, que representa la Anunciación, la Visitación, la Adoración de los Magos, el Nacimiento (con José sosteniendo al Niño mientras María duerme)[20] y la Presentación.
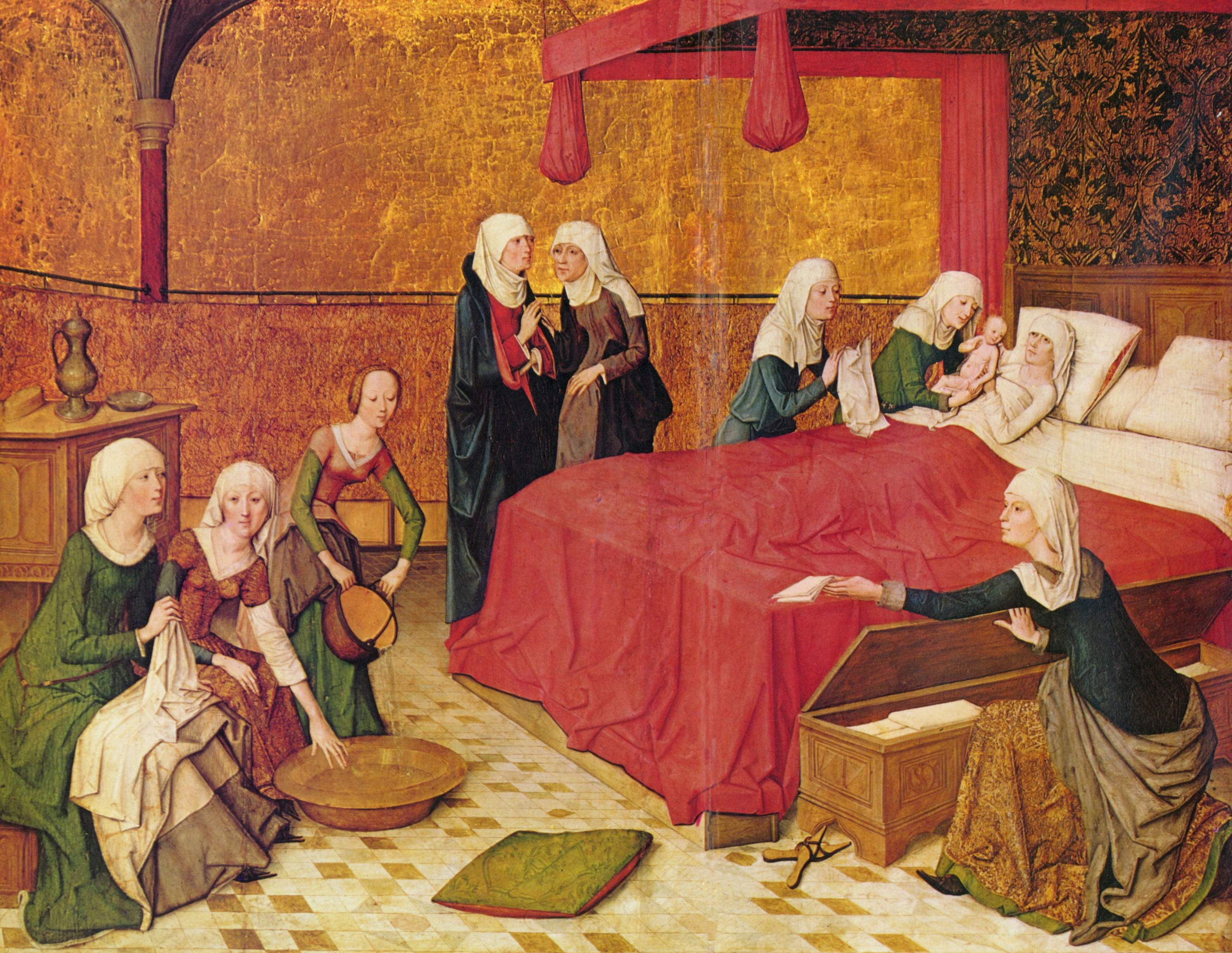
Un Nacimiento de  María alemán, detalle del ciclo de ocho escenas del Maestro de la Vida de la Virgen, 1463.
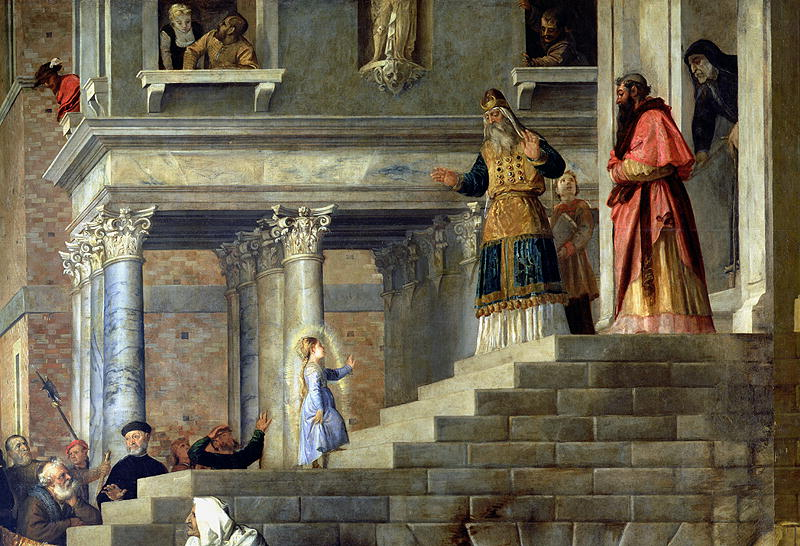
Presentación de María, de Tiziano.